# Rantoul Township (comté de Champaign, Illinois)
Pour les articles homonymes, voir Rantoul.
Rantoul Township est un township du comté de Champaign dans l'Illinois, aux États-Unis,.

## Source de la traduction
- (en) Cet article est partiellement ou en totalité issu de l’article de Wikipédia en anglais intitulé « Rantoul Township, Champaign County, Illinois » (voir la liste des auteurs).